# Ronald Koeman
Ronald Koeman (ur. 21 marca 1963 w Zaandam) – holenderski piłkarz, występujący na pozycji obrońcy, po zakończeniu kariery zawodniczej trener piłkarski. Selekcjoner reprezentacji Holandii.
W latach 1983–1994 reprezentant Holandii. Uczestnik Mistrzostw Świata 1990 i 1994, a także Mistrzostw Europy 1988 i 1992, Mistrz Europy 1988. Dwukrotny zwycięzca Pucharu Mistrzów, zdobywca Superpucharu Europy, czterokrotny Mistrz Hiszpanii, czterokrotny Mistrz Holandii, zdobywca Pucharu Króla, trzykrotny zdobywca Pucharu Holandii, trzykrotny zdobywca Superpucharu Hiszpanii.  
Trener piłkarzy SBV Vitesse, Ajaxu Amsterdam, Benfiki Lizbona, PSV Eindhoven, Valencii, AZ Alkmaar, Feyenoordu Rotterdam, Southampton F.C., Evertonu, selekcjoner reprezentacji Holandii i trener FC Barcelony. Jako trener zdobył trzykrotnie Mistrzostwo Holandii, dwukrotnie: Superpuchar Holandii i Puchar Króla, a jednokrotnie: Puchar Holandii i Superpuchar Portugalii.

## Kariera piłkarska
Koeman zaczął karierę w 1980 w FC Groningen. Debiutował w Eredivisie w sezonie 1979/80.
Po trzech latach gry jego talent został doceniony w Holandii i w 1982 został wybrany najlepszym graczem w Holandii. W maju 1983 podpisał trzyletni kontrakt z Ajaksem Amsterdam. W tym samym roku zadebiutował w reprezentacji narodowej.
W maju 1986 podpisał czteroletni kontrakt z PSV Eindhoven. Sezon 1986/87 był dla PSV i Koemana udany – zakończył rozgrywki z 16 bramkami na koncie, a PSV zdobyło Mistrzostwo Holandii, Puchar Holandii i Puchar Zdobywców Pucharów. W sezonie 1987/88 drużyna PSV zdobyła tytuł mistrza kraju oraz krajowy puchar. Na zakończenie sezonu zwyciężyli także w rozgrywkach Pucharu Mistrzów. W 1987 i w 1988 roku Ronald Koeman zdobył tytuł „Piłkarza Roku” w Holandii (Voetballer van het Jaar). Sezon 1988/89 był ostatnim tak szczęśliwym dla PSV – klub zdobył ponownie mistrzostwo kraju.
Latem 1988 Koeman, wraz z reprezentacją Holandii, zdobył złoty medal na Mistrzostwach Europy w Niemczech.
W styczniu 1989 Koeman podpisał czteroletni kontrakt z FC Barcelona, obowiązujący od 1 lipca tegoż roku. W pierwszym sezonie zdobył z klubem Puchar Króla. W następnym, 1990/91, FC Barcelona sięgnęła po Mistrzostwo Hiszpanii. Rok później oprócz drugiego mistrzostwa kraju klub z Katalonii zdobył swój pierwszy Puchar Mistrzów. W finale, 20 maja 1992, w 111 minucie meczu przeciwko Sampdorii rozegranym na Wembley, Ronald Koeman z rzutu wolnego strzelił jedyną bramkę spotkania.
W sezonach 1992/93 i 1993/94 z Barceloną zdobył dwa kolejne tytuły mistrza Hiszpanii. W 1994 Barcelona przegrała w finale Ligi Mistrzów z A.C. Milan 4:0.
W 1995 Ronald Koeman przeszedł do Feyenoordu. Po spędzeniu w tym klubie kolejnych dwóch lat postanowił zakończyć karierę.

## Kariera trenerska
Jako trener pierwsze kroki stawiał u boku Guusa Hiddinka na Mistrzostwach Świata we Francji w 1998. Po mistrzostwach został asystentem trenera w FC Barcelonie.
W styczniu 2000 objął już jako pierwszy trener SBV Vitesse i zdołał się z tym klubem zakwalifikować do rozgrywek Pucharu UEFA.
W grudniu 2001 został trenerem Ajaksu Amsterdam. Jednak po słabych występach Ajaksu zarówno w lidze holenderskiej jak i Pucharze UEFA w lutym 2005 roku zrezygnował. Od lata 2005 był trenerem portugalskiego zespołu SL Benfica. W maju 2006 został trenerem PSV Eindhoven. 2 listopada 2007 opuścił klub i podpisał kontrakt z Valencią. 21 kwietnia 2008 został zwolniony z tej funkcji po przegranym 1:5 meczu z Athletikiem Bilbao. Na początku sezonu 2009/2010 Koeman został trenerem AZ Alkmaar. 5 grudnia 2009 zwolniony z funkcji po przegranym 1:2 meczu z SBV Vitesse. W lipcu 2011 roku został trenerem Feyenoordu. 16 czerwca 2014 roku został trenerem Southampton F.C. 14 czerwca 2016 został trenerem Evertonu. 23 października 2017, po słabym początku sezonu, został zwolniony z tej funkcji.
W lutym 2018 roku został nowym selekcjonerem reprezentacji Holandii.
19 sierpnia 2020 został nowym trenerem klubu FC Barcelona. 27 października 2021 został zwolniony z posady trenera.
6 kwietnia 2022 ogłoszono powrót Koemana do reprezentacji Holandii. Stanowisko selekcjonera objął ponownie 1 stycznia 2023.

## Życie prywatne
Żonaty od 1985 roku z Bartiną, z którą ma trójkę dzieci, dwóch synów: Tima i Ronalda Jr. oraz córkę Debbie. Jest młodszym bratem Erwina Koemana.

## Statystyki

### Piłkarskie
| Klub               | Sezon              | Ligi krajowe | Ligi krajowe | Puchary krajowe | Puchary krajowe | Superpuchary krajowe | Superpuchary krajowe | Europejskie puchary | Europejskie puchary | Inne    | Inne   | Razem   | Razem  |
| Klub               | Sezon              | Występy      | Bramki       | Występy         | Bramki          | Występy              | Bramki               | Występy             | Bramki              | Występy | Bramki | Występy | Bramki |
| ------------------ | ------------------ | ------------ | ------------ | --------------- | --------------- | -------------------- | -------------------- | ------------------- | ------------------- | ------- | ------ | ------- | ------ |
| FC Groningen       | 1980/1981          | 24           | 4            | 3               | 2               | –                    | –                    | –                   | –                   | –       | –      | 27      | 6      |
| FC Groningen       | 1981/1982          | 33           | 14           | 1               | 0               | –                    | –                    | –                   | –                   | –       | –      | 34      | 14     |
| FC Groningen       | 1982/1983          | 33           | 14           | 4               | 0               | –                    | –                    | –                   | –                   | –       | –      | 37      | 14     |
| Łącznie            | Łącznie            | 90           | 32           | 8               | 2               | 0                    | 0                    | 0                   | 0                   | 0       | 0      | 98      | 34     |
| AFC Ajax           | 1983/1984          | 32           | 7            | 4               | 2               | –                    | –                    | 2                   | 0                   | –       | –      | 38      | 9      |
| AFC Ajax           | 1984/1985          | 30           | 9            | 2               | 1               | –                    | –                    | 4                   | 3                   | –       | –      | 36      | 13     |
| AFC Ajax           | 1985/1986          | 32           | 7            | 6               | 1               | –                    | –                    | 2                   | 0                   | –       | –      | 40      | 8      |
| Łącznie            | Łącznie            | 94           | 23           | 12              | 4               | 0                    | 0                    | 8                   | 3                   | 0       | 0      | 114     | 30     |
| PSV Eindhoven      | 1986/1987          | 34           | 16           | 3               | 3               | –                    | –                    | 2                   | 0                   | –       | –      | 39      | 19     |
| PSV Eindhoven      | 1987/1988          | 32           | 21           | 6               | 4               | –                    | –                    | 8                   | 1                   | –       | –      | 46      | 26     |
| PSV Eindhoven      | 1988/1989          | 32           | 14           | 6               | 1               | –                    | –                    | 4                   | 2                   | 3       | 1      | 45      | 18     |
| Łącznie            | Łącznie            | 98           | 51           | 15              | 8               | 0                    | 0                    | 14                  | 3                   | 3       | 1      | 130     | 63     |
| FC Barcelona       | 1989/1990          | 36           | 14           | 7               | 4               | –                    | –                    | 4                   | 1                   | 1       | 0      | 48      | 19     |
| FC Barcelona       | 1990/1991          | 21           | 6            | 4               | 2               | 0                    | 0                    | 7                   | 4                   | –       | –      | 32      | 12     |
| FC Barcelona       | 1991/1992          | 35           | 16           | 2               | 0               | 1                    | 0                    | 11                  | 1                   | –       | –      | 49      | 17     |
| FC Barcelona       | 1992/1993          | 33           | 11           | 3               | 0               | 1                    | 0                    | 3                   | 0                   | 3       | 0      | 43      | 11     |
| FC Barcelona       | 1993/1994          | 35           | 11           | 2               | 0               | 1                    | 0                    | 12                  | 8                   | –       | –      | 50      | 19     |
| FC Barcelona       | 1994/1995          | 32           | 9            | 1               | 0               | 1                    | 0                    | 8                   | 1                   | –       | –      | 42      | 10     |
| Łącznie            | Łącznie            | 192          | 67           | 19              | 6               | 4                    | 0                    | 45                  | 15                  | 4       | 0      | 264     | 88     |
| Feyenoord          | 1995/1996          | 31           | 10           | 3               | 1               | 1                    | 0                    | 7                   | 3                   | –       | –      | 42      | 14     |
| Feyenoord          | 1996/1997          | 30           | 9            | 2               | 0               | –                    | –                    | 5                   | 0                   | –       | –      | 37      | 9      |
| Łącznie            | Łącznie            | 61           | 20           | 5               | 1               | 1                    | 0                    | 12                  | 3                   | 0       | 0      | 79      | 23     |
| Łącznie w karierze | Łącznie w karierze | 535          | 193          | 59              | 21              | 5                    | 0                    | 79                  | 24                  | 7       | 1      | 685     | 239    |

Opracowano na podstawie: national-football-teams.com
| Reprezentacja narodowa | Rok     | Występy | Gole |
| ---------------------- | ------- | ------- | ---- |
| Holandia               |         |         |      |
| 1983                   | 6       | 1       |      |
| 1984                   | 1       | 0       |      |
| 1985                   | 1       | 0       |      |
| 1986                   | 6       | 0       |      |
| 1987                   | 7       | 2       |      |
| 1988                   | 10      | 1       |      |
| 1989                   | 8       | 3       |      |
| 1990                   | 9       | 3       |      |
| 1991                   | 4       | 0       |      |
| 1992                   | 12      | 0       |      |
| 1993                   | 5       | 2       |      |
| 1994                   | 9       | 2       |      |
| Łącznie                | Łącznie | 78      | 14   |

Opracowano na podstawie: voetbalstats.nl

### Gole w reprezentacji
| Mecze i gole w reprezentacji | Mecze i gole w reprezentacji | Mecze i gole w reprezentacji | Mecze i gole w reprezentacji | Mecze i gole w reprezentacji | Mecze i gole w reprezentacji |
|                              | Data                         | Miasto                       | Przeciwnik                   | Wynik                        | Rozgrywki                    |
| ---------------------------- | ---------------------------- | ---------------------------- | ---------------------------- | ---------------------------- | ---------------------------- |
| 1.                           | 07.09.1983                   | Groningen                    | Islandia                     | 3:0                          | elim. Euro 1984              |
| 2.                           | 09.12.1987                   | Amsterdam                    | Cypr                         | 4:0                          | elim. Euro 1988              |
| 3.                           | 16.12.1987                   | Rodos                        | Grecja                       | 3:0                          | elim. Euro 1988              |
| 4.                           | 21.06.1988                   | Hamburg                      | RFN                          | 2:1                          | Euro 1988                    |
| 5.                           | 22.03.1989                   | Eindhoven                    | ZSRR                         | 2:0                          | towarzyski                   |
| 6.                           | 06.09.1989                   | Amsterdam                    | Dania                        | 2:2                          | towarzyski                   |
| 7.                           | 15.11.1989                   | Rotterdam                    | Finlandia                    | 3:0                          | elim. MŚ 1990                |
| 8.                           | 28.03.1990                   | Kijów                        | ZSRR                         | 1:2                          | towarzyski                   |
| 9.                           | 30.05.1990                   | Bolonia                      | Austria                      | 2:3                          | towarzyski                   |
| 10.                          | 24.06.1990                   | Mediolan                     | RFN                          | 1:2                          | elim. MŚ 1990                |
| 11.                          | 22.09.1993                   | Bolonia                      | San Marino                   | 7:0                          | elim. MŚ 1994                |
| 12.                          | 13.10.1993                   | Rotterdam                    | Anglia                       | 1:0                          | elim. MŚ 1994                |
| 13.                          | 19.01.1994                   | Tunis                        | Tunezja                      | 2:2                          | towarzyski                   |
| 14.                          | 01.06.1994                   | Eindhoven                    | Węgry                        | 7:1                          | towarzyski                   |

### Trenerskie
Aktualne na dzień 27 października 2021.
| Klub             | Kraj       | Od               | Do                   | M   | Z   | R   | P   | %Z    |
| ---------------- | ---------- | ---------------- | -------------------- | --- | --- | --- | --- | ----- |
| SBV Vitesse      | Holandia   | 1 stycznia 2000  | 2 grudnia 2001       | 79  | 40  | 23  | 16  | 50,63 |
| AFC Ajax         | Holandia   | 3 grudnia 2001   | 25 lutego 2005       | 151 | 94  | 30  | 27  | 62,25 |
| SL Benfica       | Portugalia | 8 czerwca 2005   | 8 maja 2006          | 49  | 27  | 11  | 11  | 55,10 |
| PSV Eindhoven    | Holandia   | 1 lipca 2006     | 31 października 2007 | 63  | 38  | 11  | 14  | 60,32 |
| Valencia CF      | Hiszpania  | 5 listopada 2007 | 21 kwietnia 2008     | 34  | 11  | 9   | 14  | 32,35 |
| AZ Alkmaar       | Holandia   | 18 maja 2009     | 5 grudnia 2009       | 24  | 11  | 4   | 9   | 45,83 |
| Feyenoord        | Holandia   | 21 lipca 2011    | 31 maja 2014         | 118 | 67  | 23  | 28  | 56,78 |
| Southampton F.C. | Anglia     | 16 czerwca 2014  | 14 czerwca 2016      | 91  | 44  | 17  | 30  | 48,35 |
| Everton F.C      | Anglia     | 14 czerwca 2016  | 23 października 2017 | 58  | 24  | 14  | 20  | 41,38 |
| Holandia         | Holandia   | 6 lutego 2018    | 19 sierpnia 2020     | 20  | 11  | 5   | 4   | 55,00 |
| FC Barcelona     | Hiszpania  | 19 sierpnia 2020 | 27 października 2021 | 67  | 39  | 12  | 16  | 58,21 |
| Łącznie          | Łącznie    | Łącznie          | Łącznie              | 754 | 406 | 159 | 189 | 53,85 |

## Osiągnięcia
| AFC Ajax - Eredivisie: 1985 - Puchar Holandii: 1986 PSV Eindhoven - Mistrz Holandii: 1987, 1988, 1989 - Puchar Holandii: 1988, 1989 - Puchar Europy: 1988 FC Barcelona - Mistrz Hiszpanii: 1991, 1992, 1993, 1994 - Puchar Króla: 1990 - Superpuchar Hiszpanii: 1991, 1992, 1994 - Puchar Europy: 1992 - Superpuchar Europy: 1992 Reprezentacyjne - Mistrz Europy: 1988 Indywidualne - Piłkarz roku w Holandii: 1987, 1988 | Ajax - Eredivisie: 2002, 2004 - Puchar Holandii: 2002 - Superpuchar Holandii: 2002 Benfica - Superpuchar Portugalii: 2005 PSV - Eredivisie: 2007 Valencia - Puchar Króla: 2008 AZ Alkmaar - Superpuchar Holandii: 2009 FC Barcelona - Puchar Króla: 2021 Indywidualne - Menadżer miesiąca w Premier League: wrzesień 2014, styczeń 2015 - Nagroda Rinusa Michelsa: 2011/2012 |